# أوكالبتوس حبي
أوكالبتوس حبي (بالإنجليزية: Eucalyptus pilularis) هي شجرةٌ متوطنةٌ في جنوب شرق أستراليا وتنتمي إلى عائلة الآسية.